# Diplôme supérieur d'arts appliqués
 (février 2023).
 (avril 2012).
Si vous disposez d'ouvrages ou d'articles de référence ou si vous connaissez des sites web de qualité traitant du thème abordé ici, merci de compléter l'article en donnant les références utiles à sa vérifiabilité et en les liant à la section « Notes et références ».
Le Diplôme supérieur d’arts appliqués (DSAA) est un diplôme national de l'enseignement supérieur français de niveau 7 (bac + 5). Il se prépare en deux années après l'obtention de certains diplômes de niveau 6 (grade ou équivalent Licence).

## Objectifs de la formation
Le diplôme supérieur des arts appliqués, est un diplôme national de l’enseignement supérieur professionnalisant préparant à une carrière de designer dans la diversité des métiers de la création et de la conception appliquée à l’artisanat et l’industrie. Il est inscrit au niveau 7 du cadre européen des certifications et du RNCP.
Peuvent y déposer un dossier de candidature :
- les titulaires d'un BTS dans les domaines du design et des arts appliqués ;
- les titulaires d'un diplôme de même spécialité enregistrée au niveau III (bac+2 équivalent de l'actuel niveau 5 du RNCP) ;
- les titulaires d'un diplôme de métier d'art (DMA) et, depuis le 30 janvier 2020[4], d'un diplôme national des métiers d'arts et du design (DNMADE) ;
- les personnes qui ont suivi la scolarité des diplômes ci-dessus ;
- les personnes qui ont une expérience permettant de préparer les diplômes ci-dessus.

Les titulaires du DSAA sont de futurs professionnels capables d'exercer des responsabilités de pilotage de projet au service de l’innovation. Il élabore des stratégies de design et de métiers d’art, en interaction avec les multiples acteurs qui interviennent en amont, au cœur et en aval du processus de création.
Le DSAA s’attache à préparer les publics en formation tant à l’insertion professionnelle directe qu’à la poursuite en cycle de recherche vers l’obtention d’un diplôme de niveau 8.

## L'obtention du diplôme
Le diplôme supérieur d'arts appliqués est obtenu :
1° Par la voie scolaire dans un cycle d'études de deux années ;
2° Par la voie de l'apprentissage ;
3° Par la voie de la formation professionnelle continue ;
4° Ou au titre de la validation des acquis de l'expérience.
En formation initiale, le passage en deuxième année est acquis lorsque l'étudiant a obtenu, lors de la première année, une moyenne égale ou supérieure à 10 sur 20 à chaque domaine de formation et une note égale ou supérieure à 8 sur 20 à chacun des modules de connaissances qui le constituent. Le DSAA est un diplôme à finalité professionnelle délivré par l'État. Il porte la mention d'une spécialité. Il atteste que son titulaire maîtrise les savoirs technologiques, artistiques et généraux, les techniques et savoir-faire relevant de la spécialité et permettant d'exercer des fonctions requérant une haute compétence en matière de conception. 

Le diplôme supérieur d'arts appliqués (DSAA design) est inscrit au niveau 7 dans la nomenclature interministérielle des niveaux de formation (fiche RNCP36846) du répertoire national des certifications professionnelles.
| Nom du diplôme (niv. RNCP/ CEC, sauf (-)) | Années                                          |                                                          | |               |            |                    |                      |                           |                         |                         |                         |                         |                   |                       |                             |  |  |  |          |
| Nom du diplôme (niv. RNCP/ CEC, sauf (-)) | 9 et +                                          |                                                          | DE Médecin DES (-)                                                                                                  | HDR (-)       |            |                    |                      |                           |                         |                         |                         |                         |                   |                       |                             |  |  |  | DESV (-) |
| Nom du diplôme (niv. RNCP/ CEC, sauf (-)) | +8                                              | Doctorat (8)                                             | DE Médecin DES (-)                                                                                                  | DSA DPEA (-)  | DEC (-)    |                    |                      |                           |                         |                         |                         |                         |                   |                       |                             |  |  |  | DESV (-) |
| Nom du diplôme (niv. RNCP/ CEC, sauf (-)) | +7                                              | Doctorat (8)                                             | DE Médecin DES (-)                                                                                                  | DSA DPEA (-)  | DEC (-)    |                    |                      |                           |                         |                         |                         |                         |                   |                       |                             |  |  |  | DESV (-) |
| Nom du diplôme (niv. RNCP/ CEC, sauf (-)) | +6                                              | Doctorat (8)                                             | DE Dentaire (-) DE Pharmacie (-) DFASM (7)                                                                          | HMONP (-)     | DEC (-)    | DE Vétérinaire (-) |                      |                           |                         |                         |                         |                         |                   |                       |                             |  |  |  |          |
| Nom du diplôme (niv. RNCP/ CEC, sauf (-)) | +5                                              | DFASO DFASP DEMK DESF (7)                                | Master (7) | DEA (7)       | DSCG (7)   | DNSEP(7) DSAA (-)  | CCO DE IA DE IPA (7) | CA (7) CNSMD(7) CNSAD (-) | MSc MBA MS Diplovis (-) | ENC (-) ENS (-) INP (-) | ENS (-) IAE (7) ESC (-) | EI (7) ENS (-) DEFV (7) |                   |                       |                             |  |  |  |          |
| Nom du diplôme (niv. RNCP/ CEC, sauf (-)) | +4                                              | DFASO DFASP DEMK DESF (7)                                | Master (7) | DEA (7)       | DSCG (7)   | DNSEP(7) DSAA (-)  | CCO DE IA DE IPA (7) | CA (7) CNSMD(7) CNSAD (-) | MSc MBA MS Diplovis (-) | ENC (-) ENS (-) INP (-) | ENS (-) IAE (7) ESC (-) | EI (7) ENS (-) DEFV (7) |                   |                       |                             |  |  |  |          |
| Nom du diplôme (niv. RNCP/ CEC, sauf (-)) | +3                                              | DFGSM DFGSO DFGSP DFGSMa (6)                             | Licence (6) | LP BUT (6)    | DEEA (6)   | DCG (6)            | DN MADE DNA (6)      | DE I (6) IFPS IRFSS (-)   | DNSP (6)                | ENC (-) ENS (-) INP (-) | ENS (-) IAE (7) ESC (-) | EI (7) ENS (-) DEFV (7) | IRTS (3-6)        | Bachelor Diplovis (-) |                             |  |  |  |          |
| Nom du diplôme (niv. RNCP/ CEC, sauf (-)) | +2                                              | DFGSM DFGSO DFGSP DFGSMa (6)                             | Licence (6) | LP BUT (6)    | DEEA (6)   | DCG (6)            | DN MADE DNA (6)      | DE I (6) IFPS IRFSS (-)   | DNSP (6)                | BTS (5)                 | AL/BL LSH (-)           | ECG D1 D2 (-)           | IRTS (3-6)        | Bachelor Diplovis (-) | BC MP PC PSI PT MPI TSI (-) |  |  |  |          |
| Filière, discipline ou spécialité         | +1                                              | L.AS PASS (-)                                            | Licence (6) | LP BUT (6)    | DEEA (6)   | DCG (6)            | DN MADE DNA (6)      | DE I (6) IFPS IRFSS (-)   | DNSP (6)                | BTS (5)                 | AL/BL LSH (-)           | ECG D1 D2 (-)           | IRTS (3-6)        | Bachelor Diplovis (-) | BC MP PC PSI PT MPI TSI (-) |  |  |  |          |
| Filière, discipline ou spécialité         |                                                 | Médecine Odontologie Pharmacie Maïeutique Kinésithérapie | Arts - Commerce, économie - Droit - Enseignement - Lettres et langues - Sciences humaines - Sciences et technologie | Pro ou Techno | Architecte | Comptabilité       | Arts Design Mode     | Paramédical et santé      | Musique Danse Comédie   | Social Sports           | Libre Technique         | STS                     | Lettres           | Économie              | Scientifique                |  |  |  |          |
| Filière, discipline ou spécialité         | Université, École délivrant un diplôme national | Université, École délivrant un diplôme national          | Université, École délivrant un diplôme national                                                                     | École         | École      | École              | École                | École                     | École                   | École Privée            | École, Lycée CPGE       | École, Lycée CPGE       | École, Lycée CPGE | École, Lycée CPGE     |                             |  |  |  |          |

## Mentions & spécialités du Diplôme supérieur d’arts appliqués
Mentions : 
Il y a 4 mentions à ce diplôme: espace, graphisme, mode et produit.
Spécialités : 
- DSAA Espace, Territoires et paysage
- DSAA Espace, Cadre bâti
- DSAA Espace, Alternatives urbaines
- DSAA Espace, Communication des marques
- DSAA Espace, Événementiel et médiation
- DSAA Espace, Territoires habités
- DSAA Graphisme, Communication des marques
- DSAA Graphisme, Design  éditorial multisupports
- DSAA Graphisme, Design et création numérique
- DSAA Graphisme, Design et stratégies de communication
- DSAA Graphisme, Design typographique
- DSAA Graphisme, Illustration scientifique
- DSAA Graphisme, Design graphique et narration multimédia
- DSAA Produit, Métiers d'art